# مؤسسه مهندسان حرفه‌ای نیوزیلند
موسسه مهندسان حرفه‌ای نیوزیلند یا آیپنز یک سازمان مردم‌نهاد مهندسی مشابه سازمان نظام مهندسی ساختمان ایران است. عضویت در این مؤسسه در رده‌های مهندسی، کاردانی و در دسته‌های مهندسی یا مرتبط می‌باشد .